# Marcel Proust
Marcel Proust (en francés: [maʁsɛl pʁust]; nombre completo: Valentin Louis Georges Eugène Marcel Proust Weil; París, 10 de julio de 1871-París, 18 de noviembre de 1922) fue un novelista y crítico francés, cuya obra maestra, la novela En busca del tiempo perdido (compuesta de siete partes publicadas entre 1913 y 1927), constituye una de las cimas artísticas del siglo XX. Su extensa novela fue enormemente influyente tanto en el campo de la literatura como en el de la filosofía y la teoría del arte.
En ella, el autor francés realizó una labor de introspección en la que, recordando todo su pasado y rescatando de esta manera recuerdos nítidos y sensaciones, logró retratar su vida en una narración dentro de la cual se colocó como narrador omnipotente de su escritura autobiográfica, creando un estilo onírico característico, donde un olor, un sabor, pueden cobrar suma importancia, y saltar a otra memoria, creando de este modo un increíble mar de literatura.
Proust nació en una familia acomodada y de alta cultura. Su padre Adrien Proust era un médico de renombre internacional, y su madre, Jeanne Clémence Weil, una mujer  muy culta. Proust fue hijo de madre judía, la señora Jeanne Clémence Weil, lo mismo que Jean Paul Sartre, igualmente era hijo de madre judía: Anne Marie Schweitzer. 
Fue un niño hiperprotegido por una notoria fragilidad de salud, estado que lo acompañaría durante el resto de su vida, generalmente en forma de ataques de asma, hasta sus últimos años de encierro y su temprana muerte a los cincuenta y un años. 
Ya de joven comenzó a frecuentar los salones aristocráticos, lo que le permitió conocer a toda clase de literatos y artistas y, al mismo tiempo, le valió una fama de snob sobre la que André Gide, escritor y editor de la Nouvelle Revue Française (NRF), se fundaría más tarde para rechazar el manuscrito de À la recherche... casi sin leerlo. Se sirvió de la fortuna familiar para vivir sin trabajar y dedicarse a escribir, aunque sin ningún éxito durante más de veinte años. En ese tiempo solo consiguió escribir una novela que nunca concluyó y que no publicó, además de artículos y traducciones que no recibieron demasiada atención. 
En 1907 comenzó la que fue la primera parte de su gran novela y que tituló Por el camino de Swann (Du côté de chez Swann), publicada en 1913 a cuenta del autor. La segunda parte, A la sombra de las muchachas en flor (À l'ombre des jeunes filles en fleur) obtuvo el Premio Goncourt en 1919, primer reconocimiento de cierta notoriedad que Proust recibió cuando le quedaban solo tres años de vida. Muy enfermo, dedicó esta última etapa exclusivamente a terminar su gran obra maestra, encerrado en su casa y sin ver casi a nadie. Sin haberla acabado, murió en noviembre de 1922 de una bronquitis mal curada. Su hermano tomó a su cargo la edición de los manuscritos, que fueron apareciendo uno a uno hasta que en 1927 se publicó el tomo séptimo y final: El tiempo recobrado (Le temps retrouvé).
À la recherche du temps perdu es una gran reflexión sobre el tiempo, el recuerdo, el arte, las pasiones y las relaciones humanas atravesada por un sentimiento del fracaso y el vacío de la existencia, animada por más de doscientos personajes —que Proust compuso cuidadosamente amalgamando en cada uno trazos de las diversas personas que había conocido a lo largo de su vida— y fundamentalmente por el narrador, a quien seguimos en su largo y minucioso recordar desde el día en que una magdalena remojada en té reabrió inesperadamente a su memoria las puertas de un pasado lejano y olvidado ya (véase: Magdalena de Proust), que poco a poco comienza a ser exhumado mediante toda clase de recursos imaginables puestos en práctica a lo largo del relato: descripciones poéticas, comparaciones y metáforas, reflexiones filosóficas y exposiciones literarias de teorías metafísicas, anécdotas, discusiones y conversaciones que entrecruzan los más variados personajes en los más diversos lugares.
Varios ejes estructuran la obra, entre los cuales destacan:
- El amor y los celos, ilustrados especialmente en la relación entre Swann y Odette, así como en la que el narrador tiene con Albertina.

- El arte en todas sus formas: pintura, escultura, música, literatura, teatro y arquitectura.

- La condición existencial y la subjetividad esencial que la constituye.

- Las relaciones entre tiempo y memoria.

- Los distintos ámbitos y esferas sociales que contrastan entre sí, como la familia y los amigos, la ciudad y el pueblo, los salones burgueses y los salones aristocráticos.

- La homosexualidad, tema tratado en los personajes de Roberto de Saint-Loup, el Barón de Charlus y Carlos Morel.[2]

Proust ofrece un gran panorama de la decadencia de la nobleza francesa a fines del siglo XIX, pero también guarda para la posteridad, ese modo de vida, mediante la riqueza imaginativa de su memoria. 
Al margen de esta obra principal, escribió Los placeres y los días (recopilación miscelánea), Jean Santeuil (novela inconclusa y póstuma, publicada en 1952) y una serie de artículos de prensa (principalmente de crítica literaria y recopilados en Contra Saint-Beuve y Parodias y misceláneas), así como una cantidad abrumadora de cartas —más de cien mil— cuya publicación se completó en 1993 y alcanza veintiún tomos de Epistolario. Tradujo a John Ruskin (The Bible of Amiens, Sesame and Lilies) con ayuda de su madre, cuyo inglés era excelente, como ejercicio para dominar ese idioma.

## Biografía

### Infancia

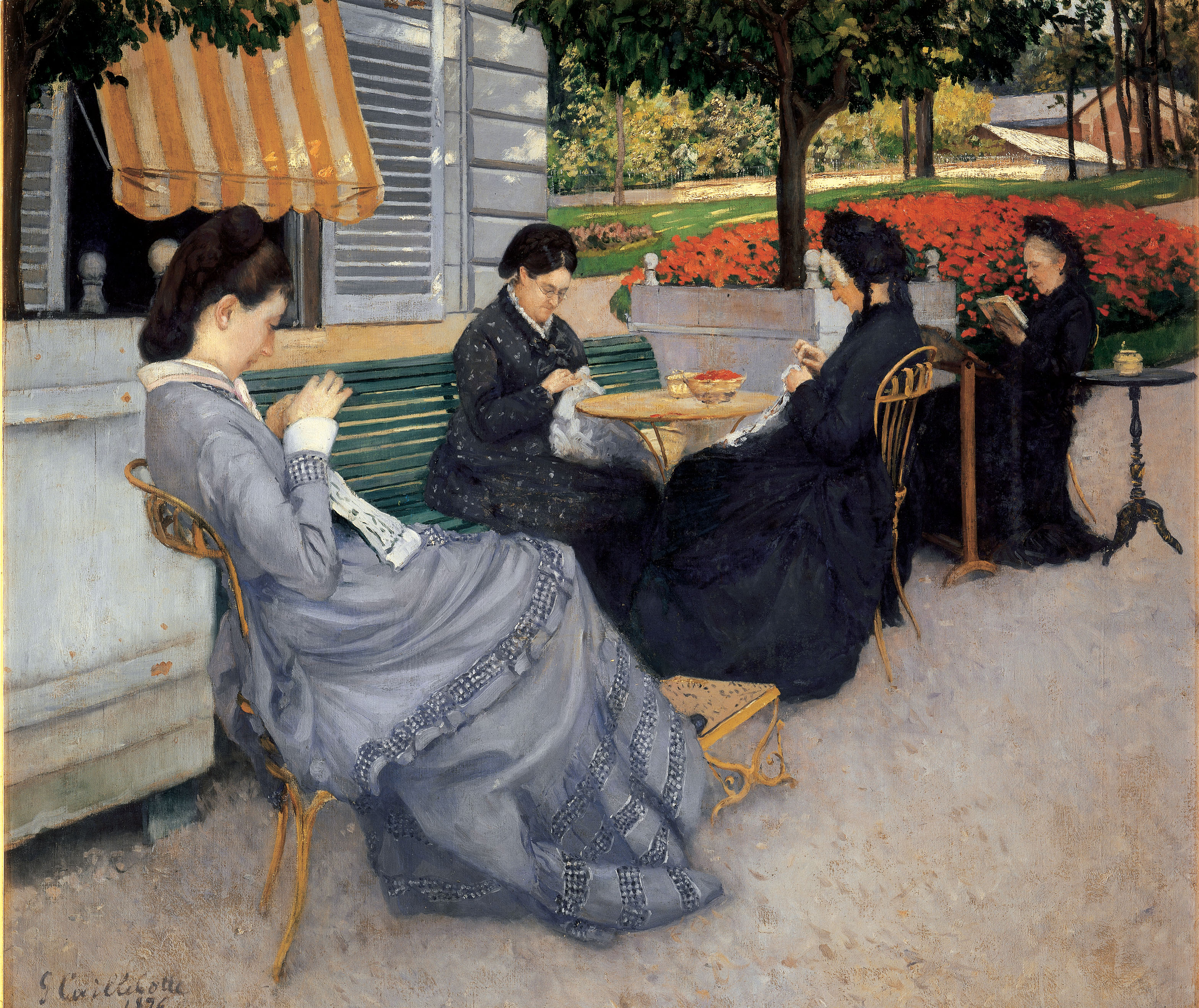
Pintura de Caillebotte. Probable ambiente de Combray.

Marcel Proust nació en 1871 en París, en el barrio de Auteuil (el actual XVI distrito de la ciudad). Fue el hijo mayor de Adrien Proust, famoso epidemiólogo francés, profesor en la Facultad de Medicina de París y consejero del gobierno en materia de sanidad, y de Jeanne Clemence Weil, judía alsaciana nieta de un antiguo ministro de Justicia, quien, poseedora de una vasta cultura, fue determinante en cuanto a la vocación literaria de Proust; a ella dedicó este su más intenso afecto en la vida. 
La característica fragilidad e hipersensibilidad de Proust proviene de su mismo nacimiento y primeros años:

El niño (...) nació tan débil que el padre temió que no sobreviviera. Se le aplicaron toda clase de remedios. Tenía los signos de una inteligencia y una sensibilidad precoces, pero su salud permanecería delicada.

Por otra parte,  sus padres, Adrien y Jeanne tuvieron un segundo hijo, Robert, nacido en 1873, que, a diferencia de Marcel, satisfizo los propósitos de su padre respecto del futuro profesional de su prole, pues devino un cirujano exitoso, con lo que Proust pudo esquivar bien pronto la presión familiar y convertirse en lo que ansiaba, un hombre de letras. 
La familia de Proust acostumbraba a viajar desde Auteuil a la casa de sus tíos Amiot y Elisabeth Proust, hermana de Adrien, en las temporadas de Pascua. La casa se encontraba en Illiers, el pueblo del padre, a unos 25 kilómetros de Chartres. Y en Auteuil, cerca del Bois de Boulogne, además de en Cabourg y en Trouville, se inspiró Proust para crear el Balbec de a À la recherche..., mientras que Illiers fue el modelo para el imaginario Combray. Tanto es así que, en 1971, Illiers fue rebautizada Illiers-Combray en honor de Proust y allí acuden, casi en procesión religiosa, los fieles proustianos a tomar una taza de té con magdalenas para recordar el famoso pasaje de Por el camino de Swann,  sobre la magdalena de Proust.
Marcel, niño débil y asmático, sufría especialmente en los primeros días de cada primavera el polen liberado por las flores. Hacia 1880, cuando contaba solo nueve años, Proust sufre su primera crisis grave de asma al volver junto a sus padres de un paseo por el Bois de Boulogne: se ahoga y la respiración no le vuelve, su padre lo cree muerto y solo in extremis logra salvarse. Como consecuencia, las visitas a Illiers se  suspenden y Proust, desde entonces, contemplará a Illiers como un paraíso perdido. Su asistencia al colegio resultó irregular; ni allí ni luego en el liceo Condorcet sería considerado un estudiante de demasiado provecho.

### Adolescencia y juventud

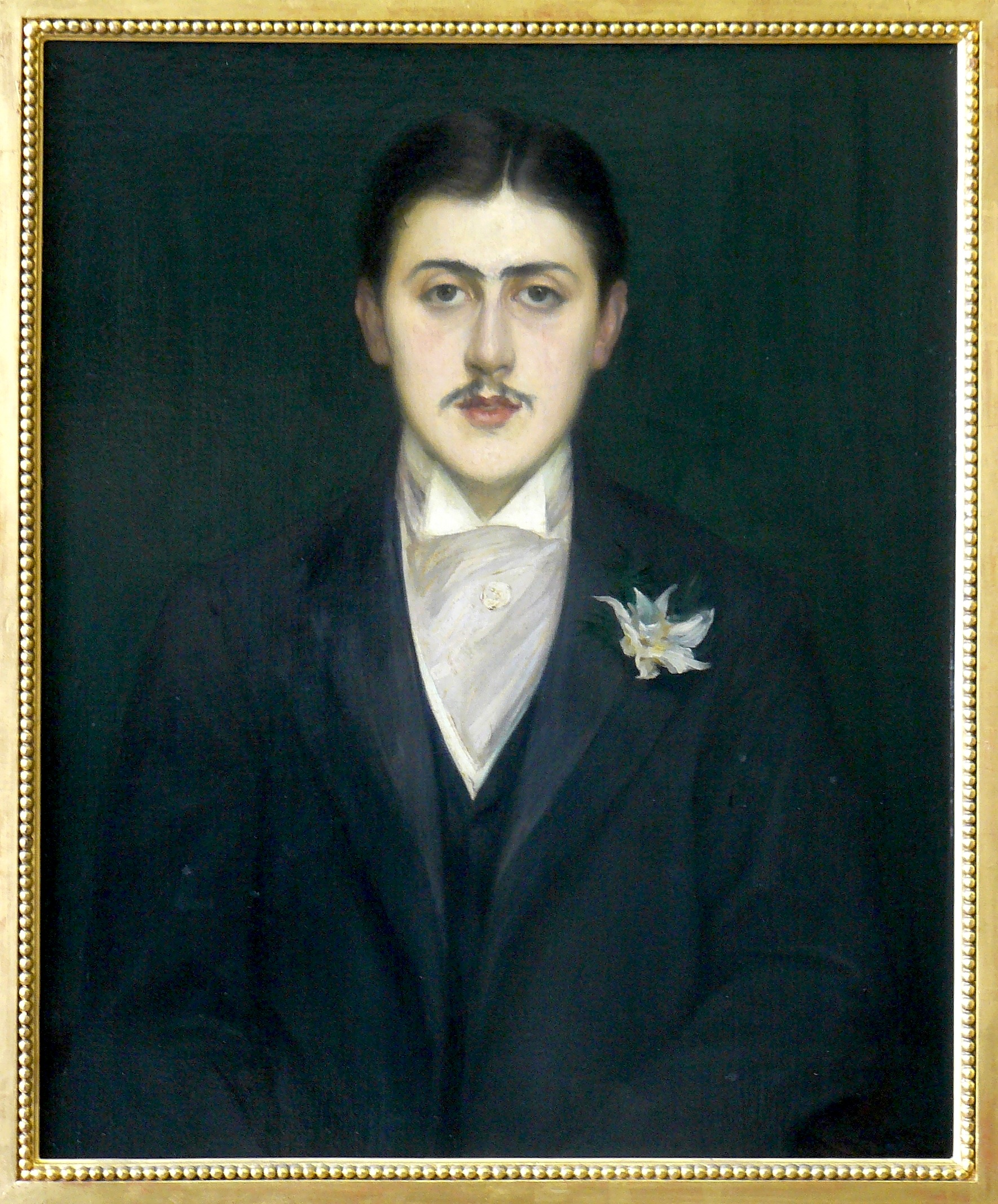
Retrato de Marcel Proust a los 21 años de edad, por el pintor Jacques Emile Blanche.

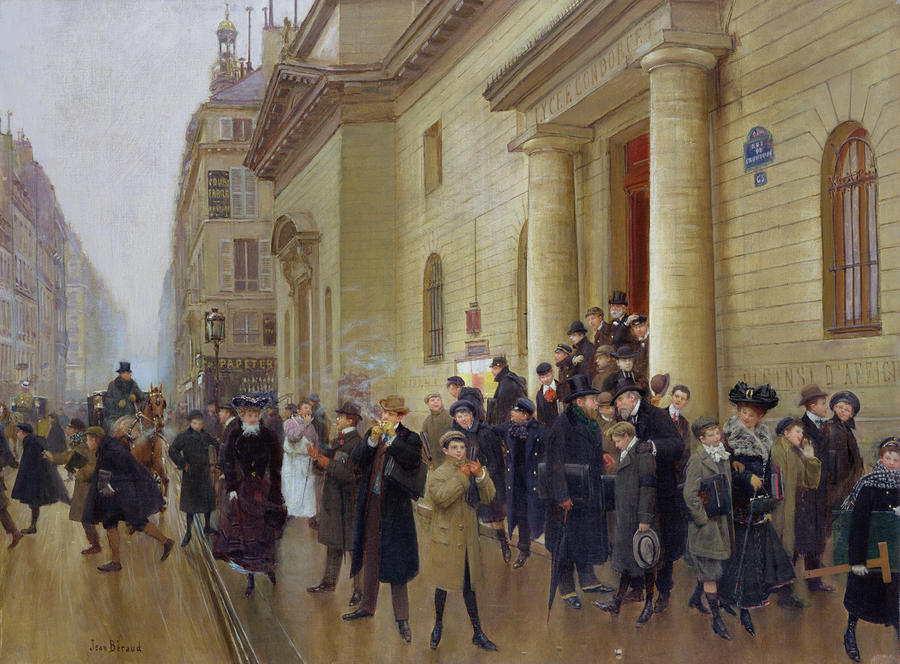
Jean Béraud, La salida del Liceo Condorcet.

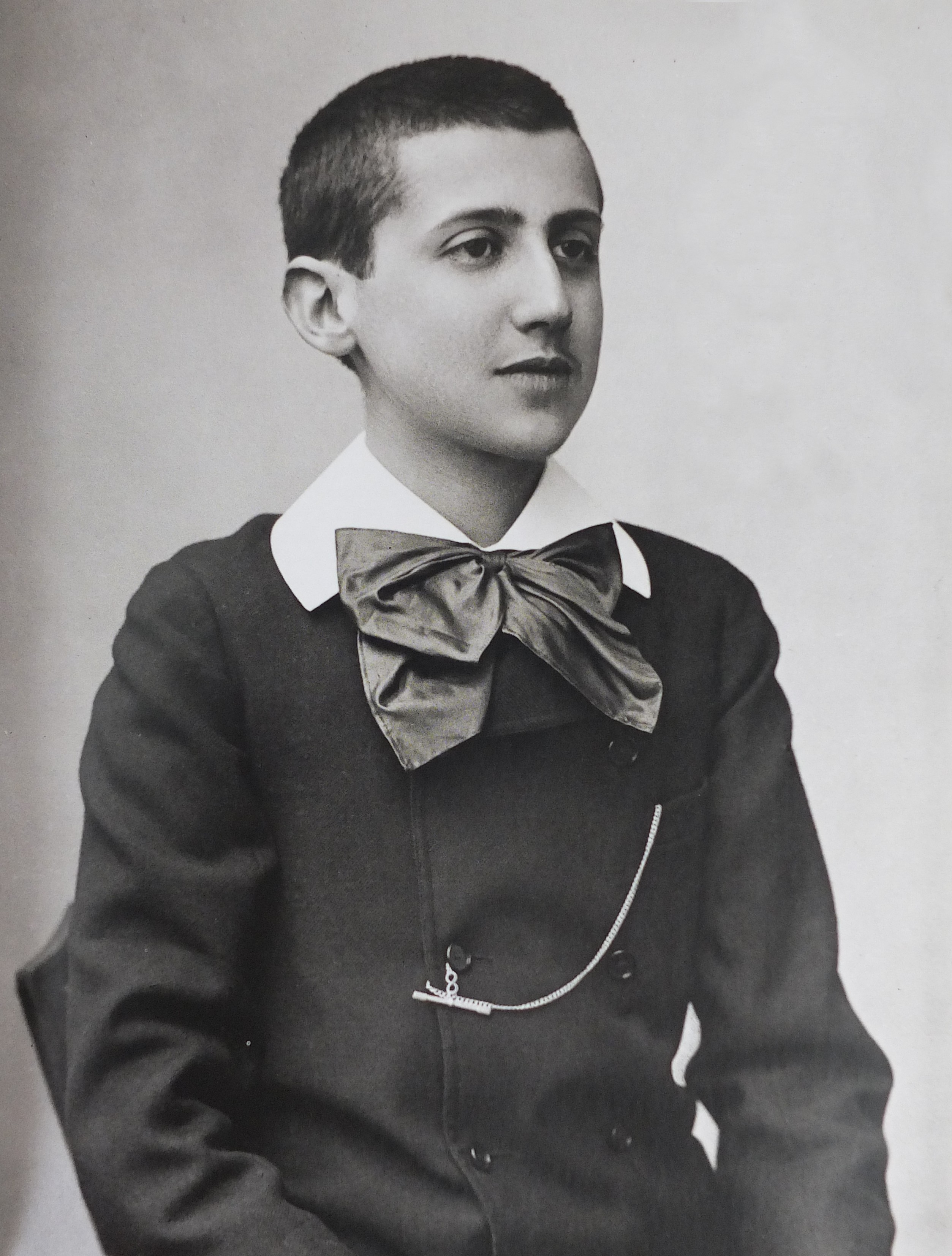
Marcel Proust, fotografiado por Paul Nadar en 1887, a la edad de 15 años.

Luego de asistir a un pequeño curso primario, en el que tendría como compañero al hijo del compositor Georges Bizet, Jacques, de quien se haría gran amigo en sus años de adolescencia y el salón de cuya madre frecuentaría más adelante, inició sus estudios secundarios en 1882 en el liceo Condorcet. Aunque su asistencia al colegio sería siempre irregular, destacó en lengua y literatura: ya se sabía de memoria a autores como Víctor Hugo y Alfred de Musset. Destacó además en la clase de filosofía, uno de cuyos profesores fue Alphonse Darlu, y en sus composiciones llamaban la atención por sus frases extensas y acaracoladas. Entabló amistad, además de con Jacques Bizet, con Fernand Gregh y Daniel Halévy, junto a quien solía publicar en las revistas literarias del liceo.
Su primer amor fue Marie de Bénardaky, hija de un diplomático polaco. Con ella jugaba cada jueves a la tarde en los jardines de los Campos Elíseos, junto a Antoinette y Lucie Faure —hijas del futuro presidente Félix Faure—, a Léon Brunschvicg, Paul Bénazete y Maurice Herbette, entre otros. Dejó de ver a Marie en 1887, y sus primeros intentos de amar a otra persona que no fuera su madre quedaron sin objeto. Proust recuperará el recuerdo de la niña de los Campos Elíseos en los episodios del narrador con Gilberte en À la recherche...
De sus últimos años en el Liceo datan sus primeras tentativas literarias (más tarde, en 1892, Gregh fundaría una pequeña revista con sus antiguos condiscípulos, Le Banquet, de la que Proust sería asiduo colaborador). Es también en esta época cuando comienza a ganarse su reputación de snob, pues ya en 1888, a la edad de diecisiete años, Proust comenzó a frecuentar salones parisinos en los que entablaría relación con damas de la alta burguesía, artistas y literatos de la época. Su ascenso mundano comenzaba y ya no se detendría hasta su retiro de los salones mucho más adelante (se llegaría a decir que "se proustituía" sobre alguien que experimentaba un veloz ascenso social), pues la elegancia de Proust y el encanto de su charla maravillaba a las damas del gran mundo. Incansablemente cada noche frecuentaba salones y cafés. Su coche de caballos, su simón, era famoso en todo París. Su encanto e inteligencia le permitían hacer amistades con gran facilidad. Para otros, en cambio, el comportamiento de Proust era reprobable y le provocaba mala fama; así para André Gide, quien admitiría haber prejuzgado los manuscritos de À la recherche por la mala impresión que su autor le había causado.

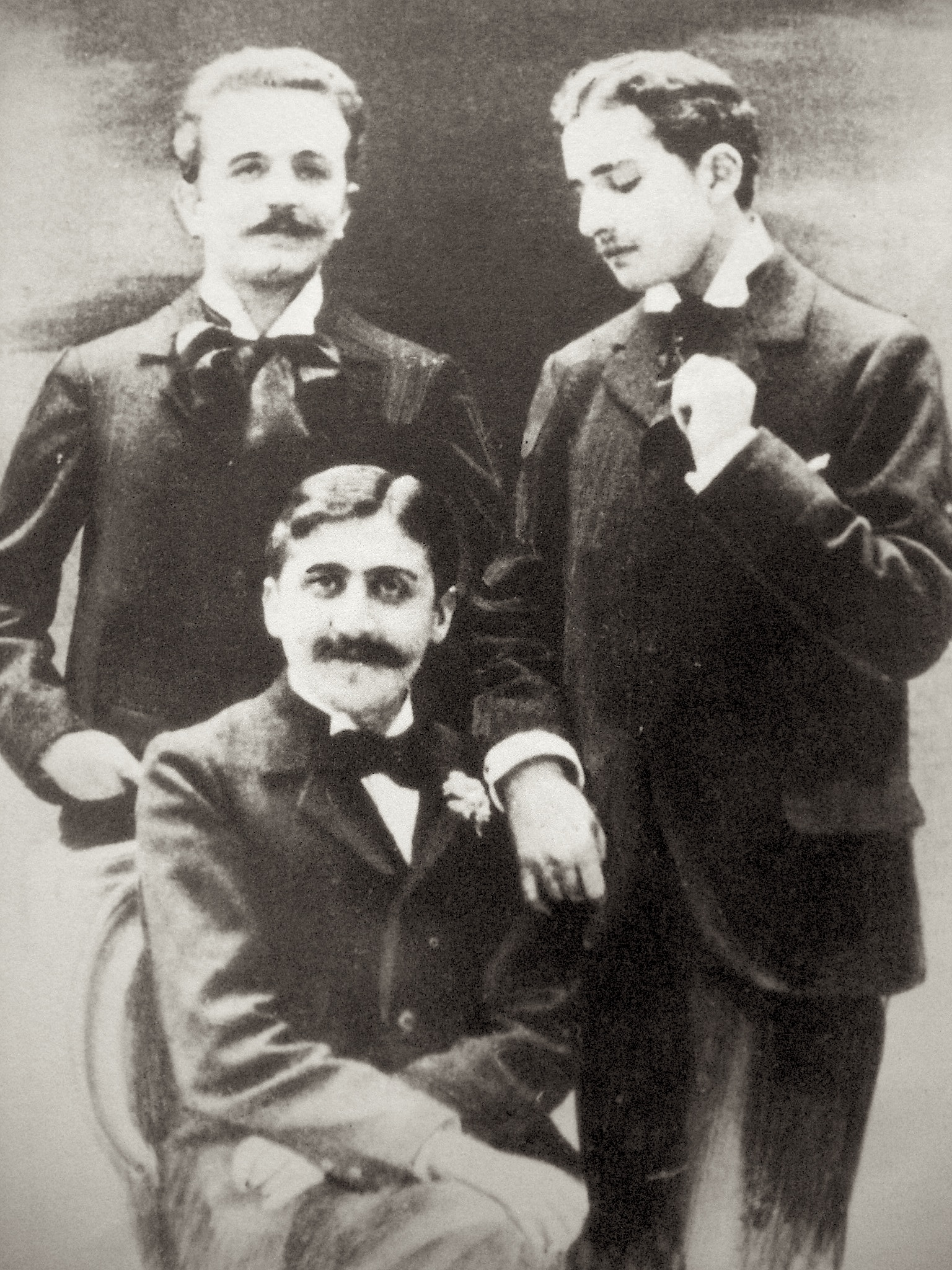
Marcel Proust (sentado), Robert de Fleurs (izquierda), Lucien Daudet (derecha).

Fue esta una de las etapas que más mediatizaron al autor y a su obra. También fue por esos años cuando Proust mantuvo la primera relación homosexual de que se tiene registro en su vida. Su amante fue Lucien Daudet, hijo del escritor Alphonse Daudet, y su relación, escandalosa para una época en que no se dudaría, por ejemplo, y exactamente en ese mismo tiempo —1895— en condenar a Oscar Wilde a prisión y trabajos forzados por el delito de homosexualidad, fue revelada por Jean Lorrain en Le Journal.
Este periodo de su vida, sin embargo, concluyó rápidamente puesto que, en 1889, Proust decidió ingresar como voluntario en el servicio militar. Esta decisión pudo deberse a que buscaba convivir con los compañeros y, también,  a que de esa forma podía acortar el tiempo del servicio obligatorio. Marcel declaró haberle sido esta experiencia una de las más gratas en la vida. Su valoración final lo situó en el puesto 63 de 64. Completado en 1890 su servicio, quiso reengancharse, pero ya se lo impidió su pésimo estado de salud. Por esos años se hizo amigo de Robert de Bailly y también de Gasto Arman de Caillavet y su novia Jeanne Pouquet. En ellos se inspirará para crear los personajes de Roberto de Saint-Loup y de Gilberte en À la recherche.... Comenzó a frecuentar el salón de Madame de Caillavet, quien vivía separada de su marido y era amante de Anatole France. A través de ella, Marcel conoció al famoso escritor, sobre el cual fraguó el personaje de Bergotte, a Alexandre Dumas (hijo) y al filósofo Víctor Brochard.
Para satisfacer a su padre, estudió Derecho y se recibió de abogado, pero se negó a ejercer y logró convencer a su padre de que no podría vivir de otra cosa que no fuesen las letras y la filosofía. Así que emprendió también su licenciatura en letras, que completaría en 1895. Durante sus estudios fue alumno, entre otros, de Albert Sorel, quien lo juzgó "no inteligente" en su examen, y de Henri Bergson, cuyas ideas sobre el tiempo influirían en su obra. Aun cuando consiguió obtener el título en la disciplina que más placía a su sensibilidad, tampoco en ella ejerció la profesión, sino que se sirvió de la fortuna familiar para continuar frecuentando salones mientras escribía pequeños textos que nunca tuvieron mucha repercusión.
En 1896, a los 25 años, publicó su primer libro: Los placeres y los días, recopilación miscelánea de poemas en prosa, nouvelles y retratos de estilo decadente, para el cual Proust consiguió que Madeleine Lemaire lo ilustrara y que Anatole France lo prologara. El libro pasó sin embargo desapercibido y si la crítica se pronunció a su respecto fue para juzgarlo con severidad, como fue el caso de Jean Lorrain. Este, escritor y homosexual que escandalizaba por hacer públicas sus inclinaciones de forma exagerada, hizo una crítica feroz al libro y, además, daba a entender que Proust era amante de Lucien Daudet. Marcel Proust se sintió ofendido, no aceptaba que su homosexualidad se reconociera en sociedad, y lo retó a duelo, el cual afortunadamente no tuvo consecuencias pues parece que ambos dispararon al aire. Toda la reputación que consigue es la de un mundano dilletante, reputación con la que cargará además hasta la publicación de Por el camino de Swann y que influirá en que su obra no sea reconocida desde el primer momento.
En 1906 Marcel Proust recibe un golpe terrible, el fallecimiento de su madre, que tan importante fue para él. Se sintió en absoluta soledad y enfermo, solo tenía a su hermano Robert, pero estaba casado. Se trasladó a Versalles para vivir cerca de una amiga de su madre. Se estaba gestando lo que sería una de las obras más grandes de la literatura universal.

### La redacción deJean Santeuil

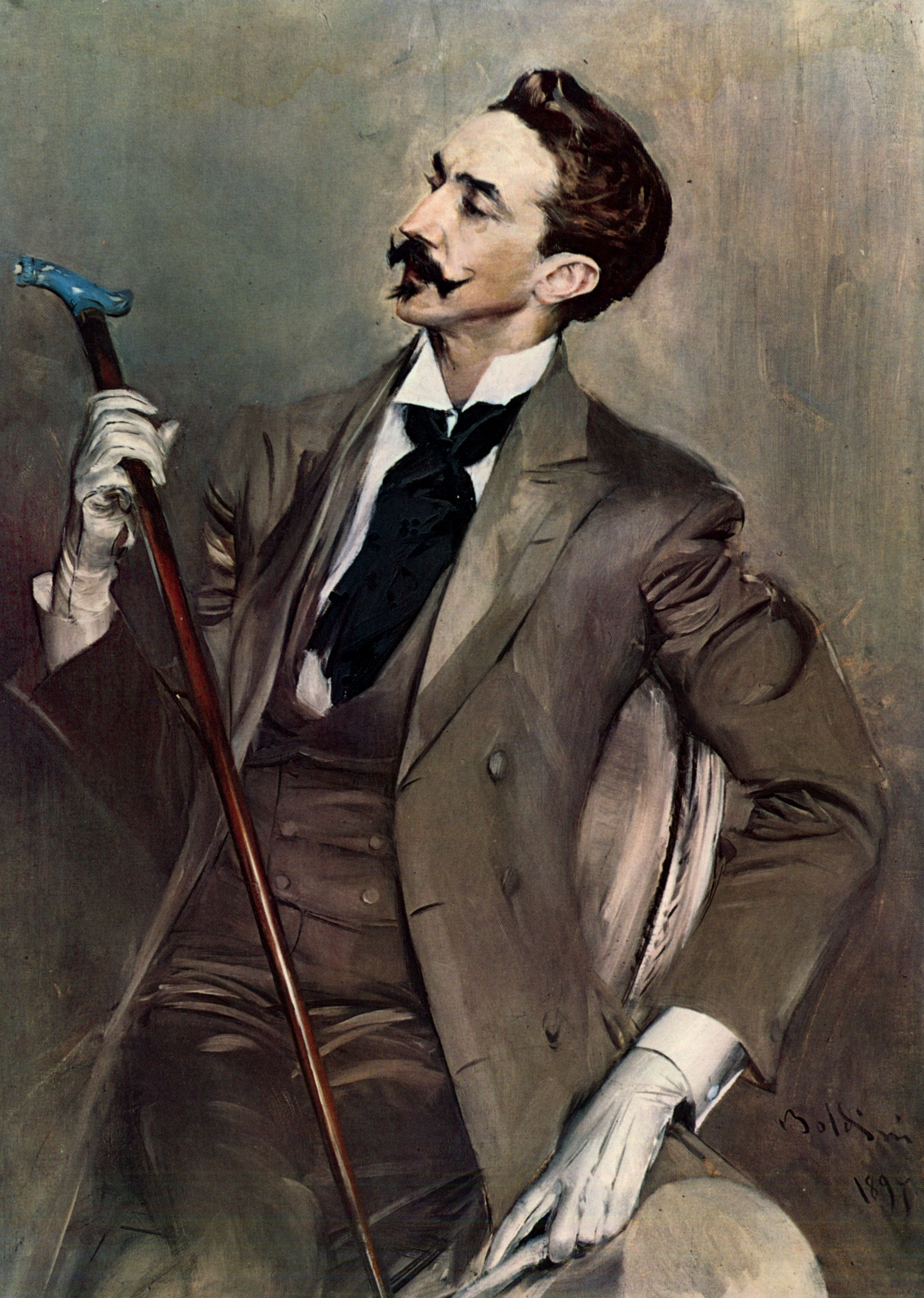
Boldini, Robert de Montesquiou

En 1893, Proust había conocido al aristócrata Robert de Montesquiou, poeta homosexual, de gran influencia en su vida y su obra. Montesquiou fue quien lo introdujo, entre 1894 y 1900, en el ambiente aristocrático, presentándolo en salones como el de la condesa Greffuhle, el de la princesa de Wagram o el de la condesa de Haussonville. Fue a partir de esta nueva experiencia mundana cuando Proust se hizo del material y de la disposición necesarias para componer su gran obra. 
Pero esta no comenzaría a escribirse sino hacia 1907, y lo que Proust produjo en esta época fue otra novela que de alguna manera anuncia À la recherche... por su estilo, por sus temas, por el protagonista, por el afán de rescatar el tiempo pasado, por prefigurar ya la revolución de la novela, pero que su autor, insatisfecho, dejaría inconclusa. Se trata de Jean Santeuil, proyecto emprendido durante el verano de 1895, novela que relata la vida de un joven preso de pasión por la literatura en el París mundano de finales del siglo XIX. La novela solo fue publicada póstumamente, por Bernard de Fallois, en 1952, para lo cual se debieron editar lo que no eran más que fragmentos, lo mismo que darle un título. En ella evoca Proust especialmente el caso Dreyfus, del cual fue un participante apasionado: fue él uno de los primeros en hacer circular una petición en favor del capitán Dreyfus, judío acusado injustamente de traición, la cual hizo firmar, entre otros, por Anatole France. Sin embargo, el caso Dreyfus, del que no se conocería la verdad públicamente hasta mucho después, desató una fuerte ola de antisemitismo, especialmente en el medio aristocrático que Proust frecuentaba, lo que habría sido una más entre varias razones para que este abandonara toda vida social a comienzos del nuevo siglo.
En 1896 Proust publicó a su costa Los placeres y los días, una recopilación de poemas en prosa, retratos y relatos largos en un estilo decadente, ilustrado por Madeleine Lemaire, dueña del salón que Proust frecuentaba con asiduidad junto con su amante francovenezolano Reynaldo Hahn, el cual contribuyó al libro con partituras compuestas por él, y prologado por Anatole France. El libro le atrajo a Proust una reputación de diletante mundano que no se disiparía hasta la misma publicación de los primeros tomos de À la recherche... a partir de 1913. Con el paso del tiempo, además de los diferentes problemas y la vida social agitada que llevaba, Proust continuó profundizando su pasión por la literatura, hasta que dio con la obra de un esteta inglés, John Ruskin, que cambiaría la orientación de su vida y de su carrera literaria.

### La estética de Ruskin

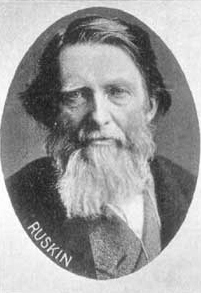
John Ruskin.

Proust descubrió la obra de John Ruskin a través de la lectura de artículos y obras como la de Robert de la Sizeranne Ruskin et la religion de la beauté, ya que el propio Ruskin había prohibido que se tradujera del inglés mientras permaneciera vivo. Así que, al fallecer este en 1900, Proust aprovechó para iniciar la traducción de su obra y emprendió varios peregrinajes al norte de Francia, a Amiens y sobre todo a Venecia, en donde residió una temporada con su madre; también en esta época aparecen sus primeros artículos sobre Ruskin en la Gazette des beaux-arts.
Este episodio de su vida está registrado en Albertine desaparecida (o La fugitiva). Los padres de Marcel desempeñaron un papel determinante en el trabajo de traducción: el padre lo aceptó como un medio de poner a trabajar a un hijo que se rebelaba contra las funciones sociales y que acababa de abandonar un trabajo no remunerado en la Biblioteca Mazarino; la madre influyó más aún: Marcel no dominaba el inglés, así que ella realizó una primera traducción literal del texto. A partir de allí, Proust pudo "escribir en excelente francés ruskiniano", como anota un crítico ante la aparición de la primera traducción de The Bible of Amiens en 1904. La segunda, publicada en 1906, fue del libro Sesame and Lilies. Proust las acompañó de un abundante aparato crítico, con largos y ricos prefacios —casi tan extensos como el texto mismo— y con múltiples notas. A medida que traducía a Ruskin, Proust tomaba distancia de las posiciones estéticas del autor inglés. Esto es particularmente evidente en el último capítulo de su prefacio a la primera traducción, en donde alterna entre la admiración y la confesión de distancia con respecto a las traducciones anteriores. Con todo, y aun cuando estas traducciones fueron alabadas por personalidades como Henri Bergson, constituyeron un fracaso editorial.

### La escritura deEn busca del tiempo perdido

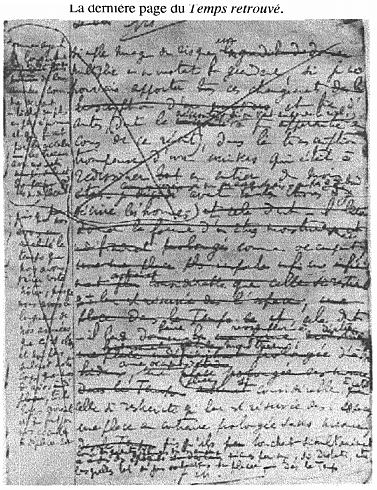
Última página manuscrita de En busca del tiempo perdido.

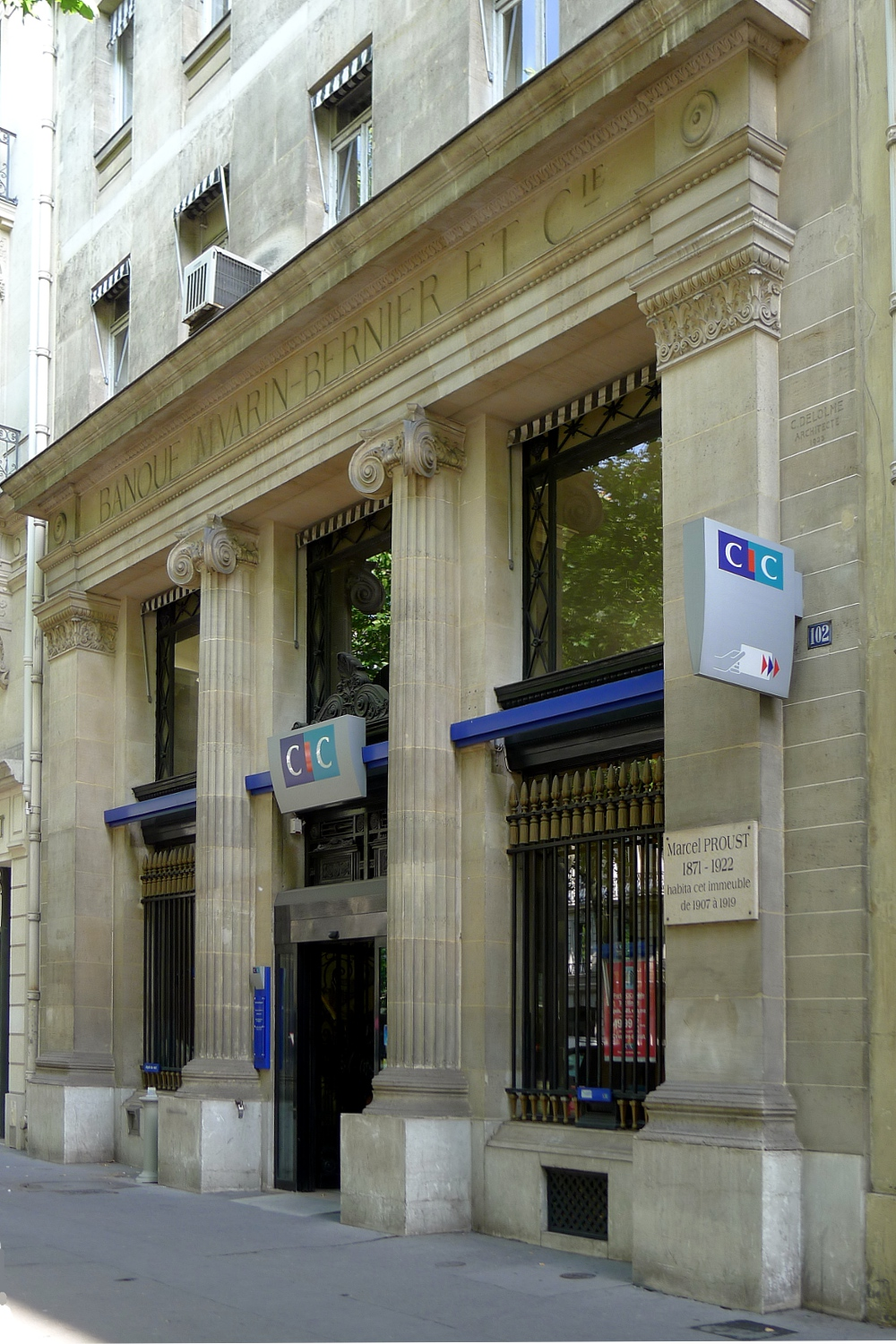
Núm. 102 del bulevar Haussmann, donde Proust se recluyó entre 1905 y 1919.

Tras la muerte de sus padres, sobre todo tras la de su madre en 1905, su frágil salud se deterioró mucho a causa del asma y de la depresión por la pérdida materna. Permaneció recluido durante quince años en el 102 del bulevar Haussmann en París, donde hizo cubrir las paredes de corcho para aislarse de ruidos y dedicarse sin ser molestado a su obra maestra, En busca del tiempo perdido (À la recherche du temps perdu). Vivía exclusivamente de noche, tomando café en grandes cantidades y casi sin comer —según cuenta Celeste Albaret, su criada en esos años, en un libro de memorias—, sin cesar nunca de escribir y de practicar sobre su texto interminables correcciones, supresiones y añadidos de papeles que Celeste se encargaba de pegar en las páginas correspondientes, que podían alcanzar, en consecuencia, considerables extensiones. 
Proust comenzó la obra hacia 1907. No sale de casa, trabaja durante la noche y duerme de día; tiene a su servicio a un joven matrimonio de criados, Nicolás y Céline Cottin. En 1912, aparecieron varios fragmentos de su novela en Le Figaro, y por esta época, según sus cálculos, el libro daría dos volúmenes de setecientas páginas cada uno. Finalmente, la primera parte, Por el camino de Swann se publica en noviembre de 1913 con dinero del bolsillo de Proust, luego de haber sido rechazada por La Nouvelle Revue Française (NRF). El principal responsable de este rechazo fue André Gide, quien admitiría más tarde que la declaró sin valor alguno sobre la base de la imagen social y personal que tenía del autor y de un pasaje que leyó al azar y le desagradó.

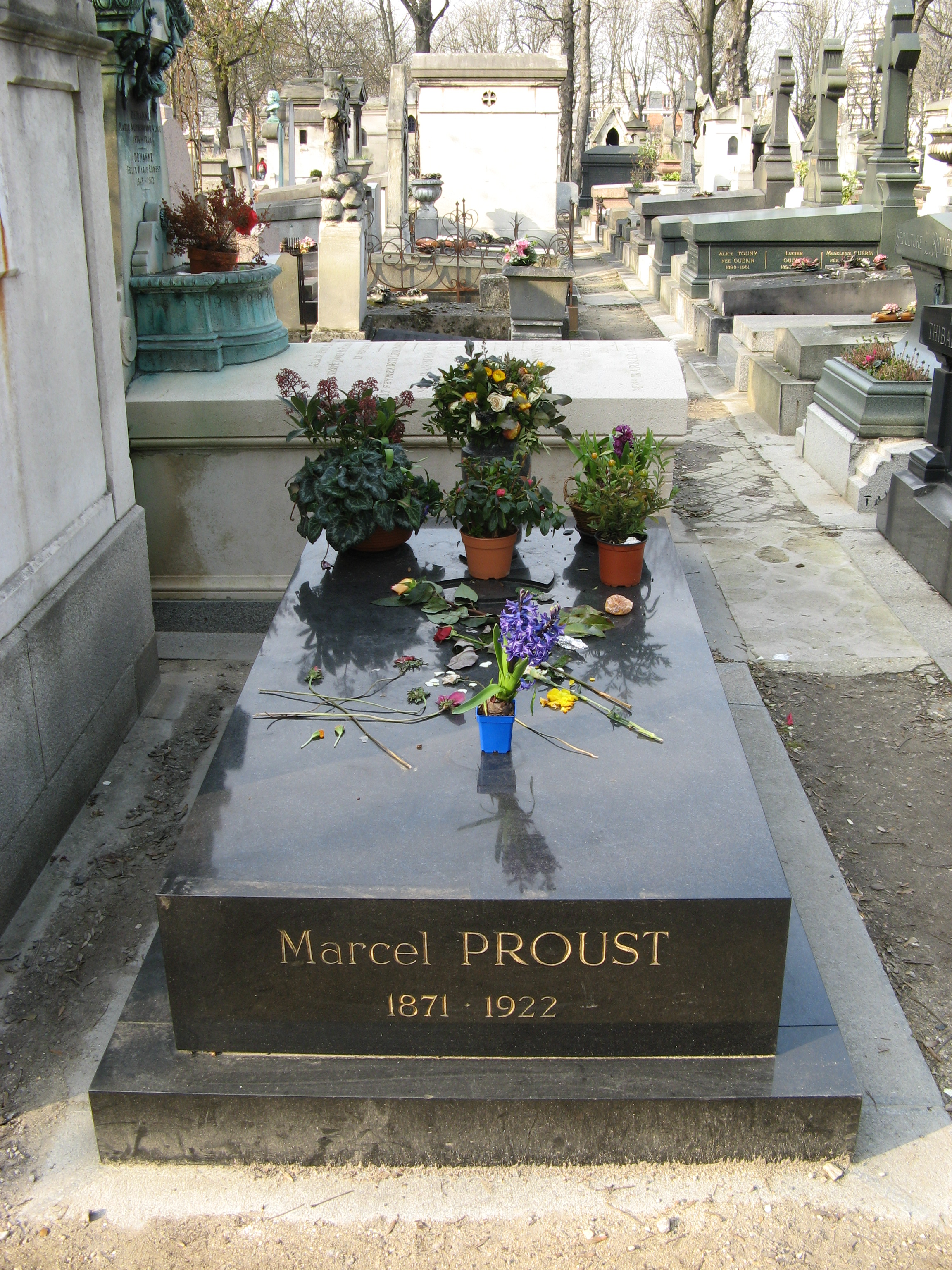
Tumba de Marcel Proust en el cementerio parisino de Père-Lachaise

La continuidad de la publicación debería esperar a raíz de la Primera Guerra Mundial (1914-1918). Proust tenía ganas de ir al campo de batalla, pero su salud no se lo permitió y fue declarado no apto para el servicio, mientras que su hermano Robert fue ascendido a capitán y varios de sus amigos morían en la guerra. Con todo, prestó ayuda desde su casa en todo lo que se le solicitó. Mientras tanto, se dedicó por completo a su obra, rehaciéndola y alcanzando así la extensión que tiene en la actualidad. En estos años, al escritor se le llamaba  «Proust, el del Ritz», debido a que frecuentaba mucho este hotel, donde conoció a nuevos escritores jóvenes y a varios amantes entre los camareros suizos, ya que los franceses habían sido movilizados. 
Apenas terminada la guerra, se publicó el segundo volumen, A la sombra de las muchachas en flor —ahora aceptada por la NRF, luego de las sentidas disculpas de Gide—, que al año siguiente obtendría el premio Goncourt, no sin cierta controversia debido a la decisión del jurado. En 1922, se publicó Sodoma y Gomorra. 
En el mes de septiembre, Proust sufrió de crisis asmáticas. El 10 de octubre fue la última vez que salió a la calle, y una semana después de declarársele una neumonía, el 18 de noviembre de 1922, murió. Fue enterrado en el cementerio de Père-Lachaise, donde yace junto a los restos de su padre y de su hermano. Todavía habrían de pasar cinco años antes de que se terminaran de publicar las demás partes: La prisionera (1923), La fugitiva (1925) y El tiempo recobrado (1927). Muchas obras —incluida su extensa correspondencia— serían recopiladas y publicadas de manera póstuma, la última en 2012.

## Estilo literario
En general la obra de Proust posee un estilo literario muy característico e inconfundible, influido por el impresionismo y con marcado carácter simbolista. Domina un tipo de descripción atomizada y narrativamente recurre a un tempo lento y moroso, de párrafo amplio y complejo; su manera de abordar cualquier cuestión es siempre indirecta, en espiral.
Huyendo del realismo artístico y sus excesos naturalistas, Marcel Proust mostrará su transfiguración de la realidad por medio de distintas formas de subjetivismo, como por ejemplo la forma imaginativa de tratar el tiempo y sus observaciones y descripciones impresionistas, pero todas estas técnicas quedan resguardadas a la sombra de la principal característica de la obra de Proust: el fluir proteico de la conciencia, reducida a la durée bergsoniana.
Proust hace uso del monólogo indirecto, el cual supone la presencia de un narrador omnisciente que presenta pensamientos no articulados por la palabra y regularmente conduce al lector a través de una estructura episódica que también es una modificación de la clásica estructura tradicional, por dos razones: por el uso de la analepsis o flashback y por su especial contenido temático. El contenido de la novela no es lineal, y solo reduciéndolo a la caricatura puede denominarse argumental, porque no narra sucesos, como en la escuela tradicional, sino el efecto que producen en la sensibilidad, el pensamiento, la imaginación y la memoria. La obra de Proust presenta también diálogos simultáneos que suceden en un mismo tiempo-espacio. 
Los cambios de narración, de lugar, de tiempo, de perspectiva y de narrador, hechos a partir de recuerdos, ofrecen una impresión especial. La novela proustiana posee un tiempo psicológico, manipulado por el narrador a conveniencia.

## Obras
Se ofrecen una ordenación cronológica (con la excepción de las partes de À la recherche..., que son listadas juntas) y los títulos originales entre corchetes.
- 1896: Los placeres y los días [Les plaisirs et les jours]
- 1904: traducción de la obra de J. Ruskin The Bible of Amiens [Le Bible d'Amiens], con prefacio y notas.
- 1904: "La muerte de las catedrales" ["La mort des cathédrales"], artículo publicado en Le Figaro el 16/8.
- 1906: traducción de la obra de J. Ruskin Sesame and Lilies [Sésame et les lys].
- 1913-1927: En busca del tiempo perdido [À la recherche du temps perdu]
  - 1913: Por el camino de Swann [Du côté de chez Swann]
  - 1919: A la sombra de las muchachas en flor [À l'ombre des jeunes filles en fleurs]
  - 1921-1922: El mundo de Guermantes I y II [Le côté de Guermantes]
  - 1922-1923: Sodoma y Gomorra I y II [Sodome et Gomorrhe]
  - 1925: La prisionera [La prisonnière] (póstuma)
  - 1927: La fugitiva [Albertine disparue] (póstuma)
  - 1927: El tiempo recobrado [Le temps retrouvé] (póstuma)
- 1919: Parodias y misceláneas [Pastiches et mélanges]
- 1927: Crónicas [Chroniques] (póstuma)
- 1952: Jean Santeuil [íd.] (póstuma)
- 1954: Contra Sainte-Beuve [Contre Saint-Beuve] (póstuma)
- 1971-1993: Correspondencia, recopilación en veintiún tomos por Philip Kolb (póstuma)
- 2009: Chardin y Rembrandt [Chardin et Rembrandt] (póstuma)
- 2012: Le Mensuel retrouvé (póstuma)
- 2018: Correspondencia 1914-1922 Marcel Proust, Jacques Rivière
- 2019: El remitente misterioso y otros relatos inéditos (traducción de Alan Pauls, Lumen, 2021) [Le mystérieux correspondant et autres nouvelles inédites][7][8]